# Supersypnoides hoenei
Supersypnoides hoenei är en fjärilsart som beskrevs av Emilio Berio 1958. Supersypnoides hoenei ingår i släktet Supersypnoides och familjen nattflyn. Inga underarter finns listade i Catalogue of Life.